# Переміщені особи (роман)
«Переміщені особи» (англ. Displaced Person) (1979) — фентезійний роман для підлітків австралійського письменника Лі Гардін (англ. Lee Harding). Він був вперше опублікований видавництвом Hyland House в Австралії у 1979 році, а одночасно в США його видало Harper & Row під назвою «Misplaced Persons».

## Стислий сюжет
Грем, австралійський підліток, зазнає непомітності, коли замовляє в McDonald's. Згодом його мати перестає його помічати, навіть коли він кричить на неї, і те саме відбувається з його дівчиною. Поступово кольори зникають із його світу, і все стає сірим і безжиттєвим.

## Присвята та епіграф
- Присвята: «Для Маргарет, La Belle Dame sans Merci, без якої…»
- Епіграф: «Все, що ми бачимо або уявляємо, є лише сном у сні». — Едгар Аллан По.

## Історія публікації
Після першої публікації в Австралії у 1979 році і в США того ж року, роман перевидавався так:
- Penguin Books, Австралія, 1981[4]
- Puffin, Австралія, 1982[5]
- Bantam Books, США, 1983[6]
- Penguin Books, Великобританія, 1988[7]

Роман також був перекладений шведською у 1981 році та німецькою у 1987 році.

## Критичні відгуки
Ральф Елліот у «The Canberra Times» зазначив: «Це історія з майже такою ж кількістю рівнів, як і середньовічна алегорія. Її можна читати як наукову фантастику, як психологічне дослідження підліткової відчуженості, як алегорію людини у сучасному світі або як чисту фантазію. Вона ставить питання про існування людини, не без підстав у термінах Берклі, і зосереджується на проблемах стосунків між батьками та дитиною, між хлопцем і дівчиною, між підлітком і суспільством».
Альгіс Будріс, рецензуючи книгу для «The Magazine of Fantasy and Science Fiction», зазначив елементи, які Гардін запозичив, і зробив висновок: «Що має значення, так це те, що книга Гардінга відтворює довготривалі процеси часу. Він по-своєму запозичив дещо тут і там, додав меблі до загального первісного страху, який він може або не може вважати оригінальним натхненням, і створив те, що можна назвати жанровим каноном. Довго після того, як Олдіс і Діш та інші будуть забуті, такі історії перейдуть у фольклор, і коли Всемогутній буде шукати, що насправді залишилося від наукової фантастики, Він знайде такі історії, згладжені й посірілі, як старі зруйновані гори, значно частіше, ніж якісь різкі ущелини чи яскраві блискучі вершини».

## Нагороди
- Премія Алана Маршалла за найкращий неопублікований роман, 1977 — переможець[11]
- Премія Книги року для дітей: Старші читачі, 1980 — переможець[12]
- Премія Ditmar — Австралійська фантастика, 1980 — фіналіст.[13]